# Найт, Гарет
Доктор Бейзил Уилби, он же Гарет Найт (англ. Gareth Knight, 1930 год — 1 марта 2022 года) — британский писатель, таролог и оккультист. Автор многих книг на мистическую тематику. Иногда оценивается как один из лучших специалистов по ритуальной магии.

## Биография
Найт начал свою эзотерическую практику в 1953 году, вступив в «Братство Внутреннего Света», основанный оккультисткой Дион Форчун. В 60—х и 70—х годах он печатал статьи об эзотерике и оккультизме в разных журналах. Позже Найт основал собственную оккультную школу. В ходе литературной карьеры, охватывающей более 50 лет, Найт писал книги на эзотерические темы, в основном о Каббале. До самой старости Найт оставался активным членом «Братства Внутреннего Света».
Автор собственной колоды Таро.